# Lucinda Williams (singer-songwriter)
Lucinda Gayle Williams, (Lake Charles, Louisiana, 26 januari 1953) is een Amerikaanse singer-songwriter. Zij won drie Grammy Awards en haar album Car Wheels on a Gravel Road staat in de All-TIME 100 Albums lijst van het TIME Magazine. In 2020 stond Car Wheels on a Gravel Road op nummer 97 op Rolling Stone's 500 beste albums aller tijden.

## Jeugd
Lucinda Williams werd geboren als dochter van dichter en hoogleraar literatuur Miller Williams en amateurpianiste Lucille Fern Day. Na de scheiding van haar ouders in het midden van de jaren 1960 kreeg Lucinda Williams' vader de voogdij over haar, haar jongere broer Robert en haar zus Karyn Elizabeth. Miller Williams werkte als gastdocent in Mexico, Chili en verschillende plekken in het zuiden van de Verenigde Staten voordat hij een leerstoel aan de Universiteit van Arkansas in Fayetteville kreeg, waardoor zijn kinderen in het begin geen vast thuis hadden. Lucinda Williams begon op haar zesde korte verhalen en gedichten te schrijven en had al vroeg belangstelling voor muziek: op haar twaalfde speelde ze gitaar en op haar zeventiende trad ze voor het eerst op, in Mexico-Stad met haar vriend banjospeler Clark Jones.

## Carrière

### tot 1988
Op jonge leeftijd hoorde Lucinda Williams Highway 61 Revisited van Bob Dylan en daarna de muziek van The Band, Skip James, Bukka White en Robert Johnson, die allen een grote invloed op haar hebben gehad. Als twintiger trad Williams in Austin (Texas) en Houston (Texas) op met een mengeling van folk, rock en country. Ze verhuisde in 1978 naar Jackson (Mississippi) om haar eerste album voor Folkways Records op te nemen in de Malaco-studio's. Het album kwam in 1979 uit onder de titel Ramblin' on My Mind en bevatte zowel blues covers van o.a. Robert Johnson en Memphis Minnie als country klassiekers van o.a. Hank Williams sr. en de Carter Family. Bij de heruitgave in 1991 werd de titel ingekort tot Ramblin'.
In 1980 volgde haar tweede album Happy Woman Blues met alleen eigen composities. Het album kreeg wel lovende kritieken, maar had net als haar eerste album weinig commercieel succes.
In 1984 verhuisde Williams naar Los Angeles (Californië) waar zij in beeld kwam bij CBS Corporation, waar zij in 1985 een contract kreeg voor de ontwikkeling van een demo-tape. Omdat CBS niet wist of zij Williams als rock- of countryartiest moesten onderbrengen kwam haar carrière daar niet van de grond. Voordat ze zich uiteindelijk in Nashville zou vestigen, trad ze zowel solo als begeleid door een rockband op waardoor zich gaandeweg een fanbase ontwikkelde. Ze was in haar tijd in Los Angeles kort getrouwd met Greg Sowders, de drummer van The Long Riders.
Uiteindelijk vond Williams in 1987 bij het indielabel Rough Trade Records onderdak voor haar derde album. Rough Trade-oprichter Geoff Travis zei in 1987 over het contracteren van Williams: "We waren grote fans van de zuidelijke literaire traditie. We erkenden dat Lucinda serieuze liedjes aan het schrijven was, maar met de humor van echte rock'n'roll."

### 1988-1997
Williams derde album, dat in 1988 verscheen heet simpel Lucinda Williams.
Het werd geproduceerd door Dusty Wakeman en Gurf Morlix en bevat het nummer 'Passionate Kisses', dat in 1992 door Mary Chapin Carpenter bekend zou worden. Het werd een grote countryhit waarvoor Williams in 1994 een Grammy Award for the Best Country Song ontving (Carpenter kreeg voor haar uitvoering de Award Best Female Country Vocal Performance).
Het nummer 'Changed the Locks', over een verbroken relatie, kreeg overal in Amerika aandacht op de radio en bezorgde haar fans onder andere muzikanten, zoals Tom Petty, die het liedje later in 1996 coverde.
Patty Loveless besloot 'The Night's Too Long' te coveren, maar zij kreeg veel weerstand in Nashville, waar men de tekst te gewaagd vond.
De opvolger, haar vierde album Sweet Old World uit 1992, dat ze evenals Lucinda Williams samen met Gurf Morlix en Dusty Wakeman produceerde, was een melancholisch album met thema’s als zelfmoord en dood.
Williams kreeg veel positieve kritieken; Emmylou Harris vertolkte het titelnummer van Sweet Old World op haar sleutelalbum Wrecking Ball uit 1995, Steve Earle zong een duet met Williams in 'You're Still Standin' There' op zijn album I Feel Alright uit 1996 en ze trad als gast op bij een hele rij andere artiesten. Maar haar eigen succes was op dat moment nog gering. Daarnaast was ze zeer perfectionistisch waardoor het zes jaar duurde voor haar volgende, vijfde album uitkwam.

### 1998-1999
De opnames voor haar vijfde album Car Wheels on a Gravel Road begonnen in februari 1995 in Austin (Texas) voor het label "American Recordings" met haar oude producer Gurf Morlix, maar Williams was uiteindelijk niet tevreden met haar zangpartij. In die periode werkte zij mee als achtergrondzangeres bij Steve Earle, die samenwerkte met producer Ray Kennedy. Williams hield van hun productiestijl en vroeg Earle en Kennedy om een aantal van de nummers waar ze niet tevreden mee was opnieuw op te nemen. Morlix haakte daarna af als producer, maar bleef wel meewerken als gitarist. Earle had tourverplichtingen en kon het album niet afmaken, waarop Williams Roy Bittan inhuurde, met wie zij het album afmaakte. Gastbijdrages waren er van o.a. Steve Earle, Buddy Miller, en Emmylou Harris. In 1997 was het album klaar om uitgegeven te worden, maar toen stopte American Recordings met zijn activiteiten. De opnames werden verkocht aan Mercury Records, waarna het album op 30 juni 1998 uitkwam.
Het album betekende haar doorbraak bij een groter publiek, kreeg een Grammy Award en leverde goud op. Het album bevatte de single 'Still I Long for Your Kiss' uit de film The Horse Whisperer van Robert Redford. Williams ging samen met Bob Dylan en alleen op tournee om het album te promoten. In 2006 verscheen een luxe editie van het album, met drie bonusnummers en een tweede cd met opnamen van een optreden uit 1998. Car Wheels on a Gravel Road wordt door de muziekpers algemeen beschouwd als haar meesterwerk. Rolling Stone gaf het album 5 sterren, Pitchfork een 9.5 (op 10).

### 2000 - heden
In 2001 volgde haar zesde album Essence, soberder geproduceerd door Bo Ramsey en Tom Tucker. Het album werd uitgebracht op Lost Highway Records, een countrylabel van Universal Music Group. Met dit album verwijderde Williams zich verder van de country en schoof verder op naar de alternatieve muziek. Op het titelnummer van het album speelt de altcountryartiest Ryan Adams op Hammondorgel. Het album werd genomineerd voor aan Grammy Award als "Best Contemporary Folk Album", het nummer Get Right with God, een uptempo gospelrocknummer leverde haar een Grammy Award op als "Best Female Rock Vocal Performance".
Nog een nominatie voor Best "Female Country Vocal Performance" kreeg Williams voor haar vertolking van Greg Browns 'Lately' op Going Driftless: An Artist's Tribute To Greg Brown.
World Without Tears, haar zevende album, verscheen in 2003. Williams experimenteert daarop met talking blues en elektrische blues. In de album-top 25 van het KRO-radioprogramma American Connection komt het album dat jaar op de eerste plaats. Het leverde haar ook twee Grammy nominaties op.
In 2006 kondigde Williams haar verloving aan met Tom Overby. Hoewel ze sommige popjournalisten vertelde in 2006 te zullen trouwen, noemde ze Overby haar verloofde tijdens haar voorjaarstournee in 2007. Op haar website staat Overby als haar manager. In 2009 trouwden zij na een concert in Minneapolis voor een volle zaal, omdat ze haar geluk wilde delen met haar fans, in navolging van naamgenoot Hank Williams sr.
In 2007 verscheen West, haar achtste studioalbum, dat ze samen met Hal Winter produceerde (met Tom Overby als executive producer). Met "Mama You Sweet" betoont ze eer aan haar overleden moeder. In de album-top 50 van American Connection komt het album op de zevende plaats.
Haar negende studioalbum, Little Honey, verscheen in 2008 en werd geproduceerd door Eric Leljestrand en Tom Overby, en bevat gast-optredens van Elvis Costello, Susanna Hoffs, Matthew Sweet en Charlie Louvin.
In 2011 werd haar tiende studioalbum, getiteld Blessed, uitgegeven. Het was haar laatste album voor Lost Highways, wederom met meerdere gitaarpartijen door Elvis Costello.
Op de hierna volgende tournee wordt Williams alleen begeleid door Doug Pettibone als gitarist en David Sutton op staande bas. Pettibone speelde ook vanaf World Without Tears met uitzondering van Blessed mee op haar albums. Williams op haar beurt zong op zijn soloalbum The West Gate uit 2005.
In 2014 kwam Down Where The Spirit Meets The Bone uit, met bijdragen van Tony Joe White en Ian McLagan. De plaattitel is ontleend aan een regel uit het gedicht Compassion van haar vader Miller Williams. Andere regelmatig terugkerende bandleden uit die tijd zijn Bill Frisell en Greg Leisz. Het album verscheen op het door haarzelf opgerichte label Highway 20 Records. 
Op 24 april 2020 werd het album Good Soul Better Angels uitgebracht. Voorafgaand werd het nummer "Man Without a Soul", op single uitgebracht, die Williams een Grammy Award-nominatie opleverde voor Best American Roots Song. Het album kreeg veel lovende kritieken en werd genomineerd voor de Grammy Award voor Best Americana Album.

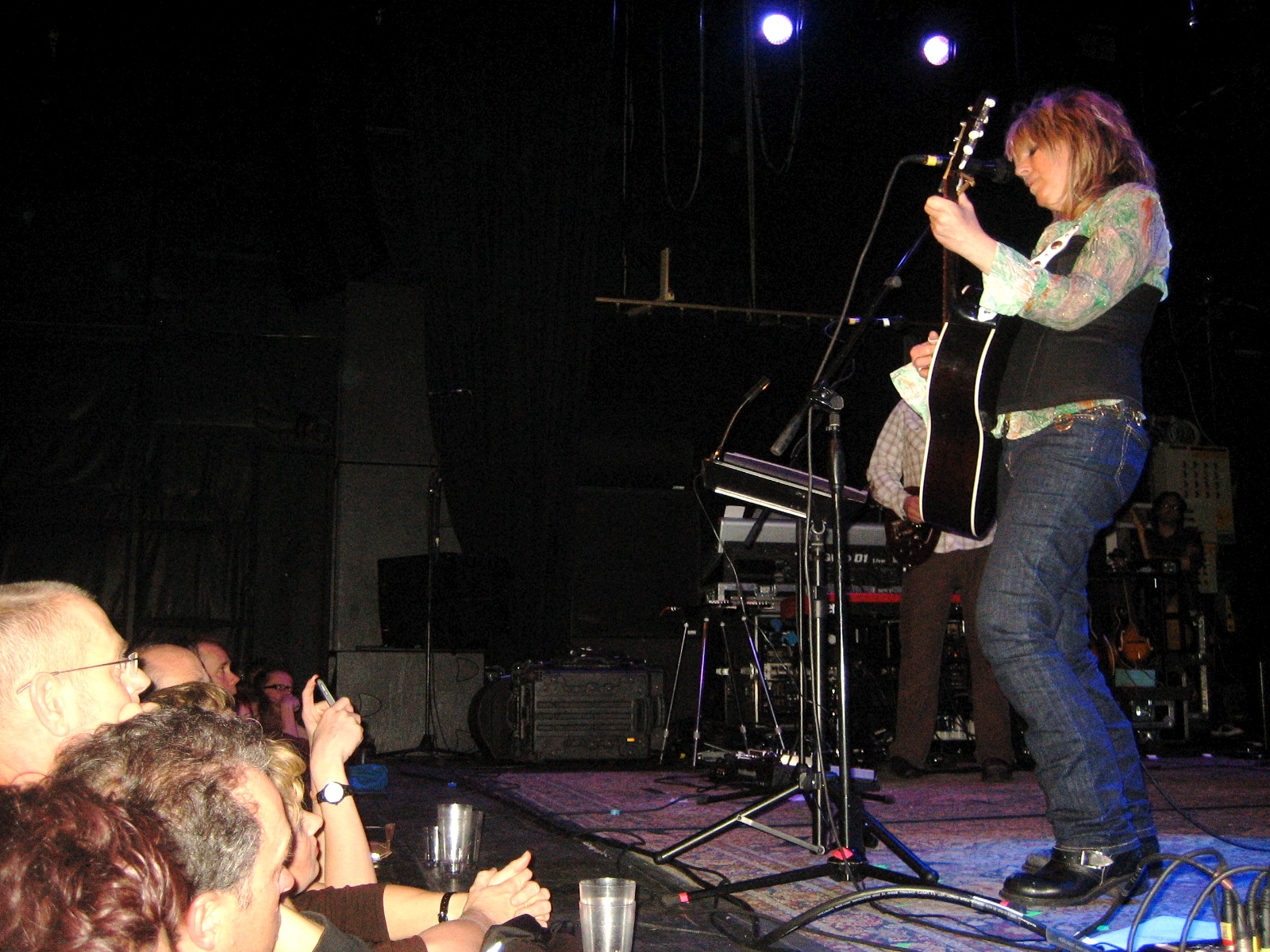
Lucinda Williams tijdens het Roots of Heaven festival in Haarlem (10 november 2007)

## Optredens in Nederland (selectie)
- 19 mei 1989: Effenaar (Eindhoven)
- 12 mei 2003: Paradiso (Amsterdam)

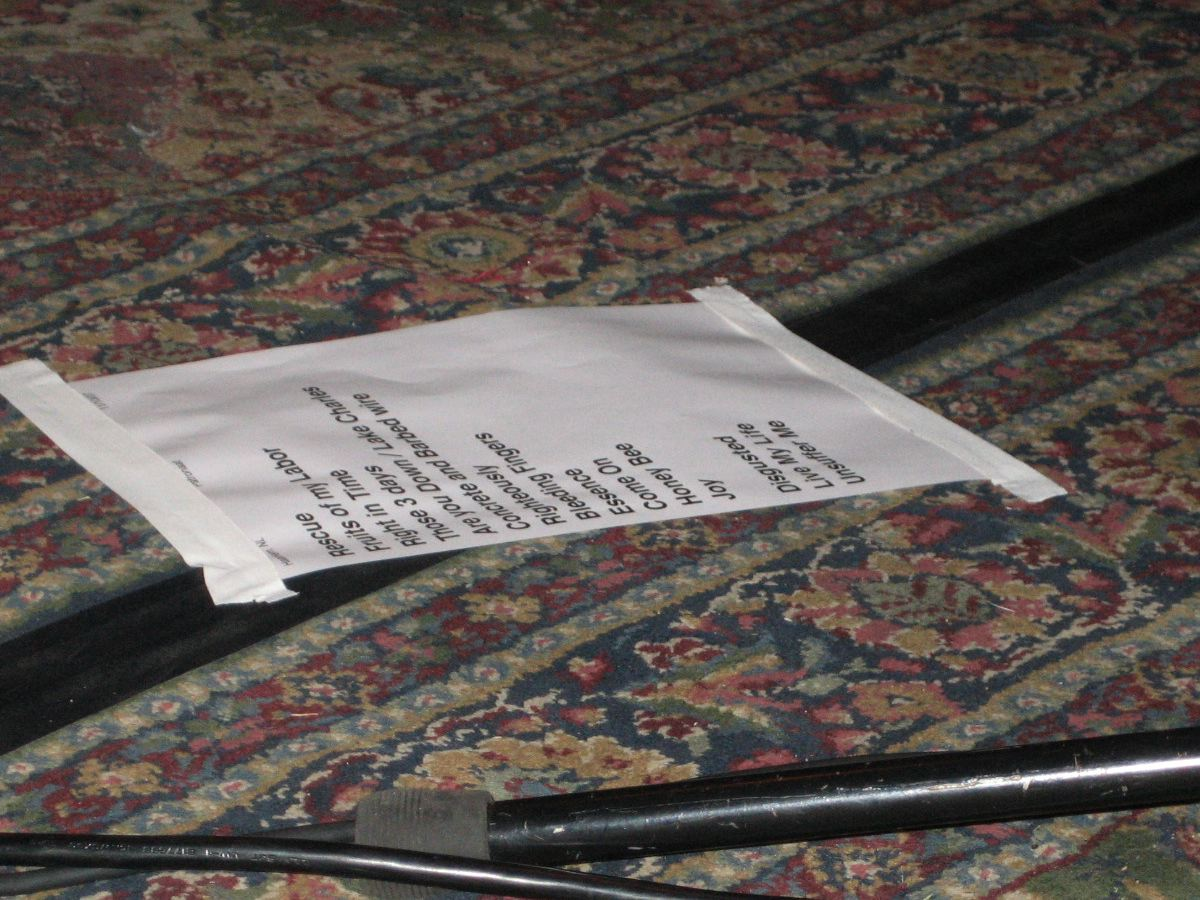
Playlist Roots of Heaven (2007)

- 30 oktober 2006: Oosterpoort (Groningen)
- 1 en 2 november 2006 (verzet van 19 en 20 juli 2005): Paradiso (Amsterdam)
- 9 november 2007: Off-Corso (Rotterdam)
- 10 november 2007: Roots of Heaven (Patronaat, Haarlem)
- 10 juli 2009: Tivoli Oudegracht (Utrecht)
- 12 juli 2009: Bospop (Weert)
- 31 mei 2013: Muziekgebouw (Eindhoven)
- 1 juni 2013: Oosterpoort (Groningen)
- 2 juni 2013: Paradiso (Amsterdam)
- 27 januari 2016: Paradiso (Amsterdam)
- 21 juni 2016: TivoliVredenburg (Utrecht)
- 25 juni 2016: Naked Song Festival, Muziekgebouw (Eindhoven)
- 30 augustus 2017: Paradiso (Amsterdam)
- 26 juni 2025: MgE (Eindhoven)

## Discografie

### Albums
| Album met eventuele hitnotering(en) in de Nederlandse Album Top 100 | Datum van verschijnen | Datum van binnenkomst | Hoogste positie | Aantal weken | Opmerkingen                                                                  |
| ------------------------------------------------------------------- | --------------------- | --------------------- | --------------- | ------------ | ---------------------------------------------------------------------------- |
| Ramblin' on My Mind                                                 | 1979                  | -                     |                 |              | De heruitgave uit 1991 werd ingekort tot Ramblin'                            |
| Happy woman blues                                                   | 1980                  | -                     |                 |              |                                                                              |
| Lucinda Williams                                                    | 1988                  | -                     |                 |              | De heruitgave uit 2014 bevat een extra cd met de live-opnames in de Effenaar |
| Sweet old world                                                     | 25-08-1992            | -                     |                 |              |                                                                              |
| Car wheels on a gravel road                                         | 30-06-1998            | -                     |                 |              |                                                                              |
| Essence                                                             | 05-06-2001            | -                     |                 |              |                                                                              |
| World without tears                                                 | 07-04-2003            | 26-04-2003            | 81              | 2            |                                                                              |
| Live @ the Fillmore                                                 | 06-05-2005            | 14-05-2005            | 69              | 2            | Livealbum                                                                    |
| West                                                                | 09-02-2007            | 17-02-2007            | 29              | 6            |                                                                              |
| Little honey                                                        | 10-10-2008            | 18-10-2008            | 57              | 3            |                                                                              |
| Blessed                                                             | 25-02-2011            | 05-03-2011            | 40              | 6            |                                                                              |
| Down where the spirit meets the bone                                | 26-09-2014            | 04-10-2014            | 31              | 5            |                                                                              |
| The ghost of highway 20                                             | 22-01-2016            | 30-01-2016            | 21              | 5            |                                                                              |
| Good Souls Better Angels                                            | 24-04-2020            | 02-05-2020            | 24              | 2            |                                                                              |
| Runnin' Down A Dream (A Tribute To Tom Petty)                       | 29-10-2020            | -                     |                 |              | Lu's Jukebox I                                                               |
| Southern Soul (From Memphis To Muscle Shoals & More)                | 12-11-2020            | -                     |                 |              | Lu's Jukebox II                                                              |
| Bob's Back Pages: A Night of Bob Dylan songs                        | 15-10-2021            | 23-10-2021            | 85              | 1            | Lu's Jukebox III                                                             |
| Funny How Time Slips Away: A Night Of 60's Country Classics         | 3-12-2020             | -                     |                 |              | Lu's Jukebox IV                                                              |
| Have Yourself A Rockin' Little Christmas With Lucinda               | 17-12-2020            | -                     |                 |              | Lu's Jukebox V                                                               |
| You Are Cordially Invited... A Tribute To The Rolling Stones        | 28-1-2022             | 5-2-2022              | 113             | 1            | Lu's Jukebox VI                                                              |
| Stories From A Rock N Roll Heart                                    | 30-6-2023             | 8-7-2023              |                 |              |                                                                              |

| Album met hitnotering(en) in de Vlaamse Ultratop 200 albums  | Datum van verschijnen | Datum van binnenkomst | Hoogste positie | Aantal weken | Opmerkingen |
| ------------------------------------------------------------ | --------------------- | --------------------- | --------------- | ------------ | ----------- |
| West                                                         | 2007                  | 10-03-2007            | 60              | 3            |             |
| Little honey                                                 | 2008                  | 25-10-2008            | 82              | 1            |             |
| Down where the spirit meets the bone                         | 2014                  | 11-10-2014            | 45              | 6            |             |
| The ghost of highway 20                                      | 2016                  | 30-1-2016             | 25              | 7            |             |
| Good Souls Better Angels                                     | 2020                  | 30-1-2016             | 95              | 3            |             |
| You Are Cordially Invited... A Tribute To The Rolling Stones | 2022                  | 30-1-2016             | 95              | 3            |             |
| Stories From A Rock N Roll Heart                             | 2023                  | 8-7-2023              | 57              |              |             |

### Dvd
- Lucinda Williams Live from Austin, TX(2005)

### Lu's Jukebox
Lu's Jukebox is een project van Lucinda Williams ter ondersteuning van de door COVID-19 getroffen muziekpodia.
Er werd een zestal live-optredens via HD-video gestreamd. Elk optredens had een centraal thema, zoals een legendarische artiest of groep (Tom Petty, Bob Dylan, The Rolling Stones), een muziekstijl (Southern Soul) of een muziekperiode. Zij zingt geen eigen composities, met uitzondering van Stolen Moments, dat Tom Petty van Lucinda Williams coverde, Still I long for a kiss van acteur-zanger Peter Gallagher, dat Lucinda Williams samen met gitarist Duane Jarvis schreef en Take Time For The Tears, een nieuwe eigen compositie van haar en Tom Overby uit 2020, die zowel betrekking heeft op persoonlijk leed als de COVID-19 crisis. 
In 2021 zijn de streams op fysieke albums uitgebracht.
De Lu's Jukebox-albums kennen een vaste bezetting van Steve Mackey op bas, Fred Eltringham op drums, op gitaar Stuart Mathis, op keyboard Tim Lauer en Joshua Grange afwisselend op gitaar en keyboard. Productie en opnames werden verzorgd door Ray Kennedy en Tom Overby.
| Deel | Jaar | Titel                                                       | Opmerkingen                                          |
| ---- | ---- | ----------------------------------------------------------- | ---------------------------------------------------- |
| I    | 2020 | Runnin' Down A Dream (A Tribute To Tom Petty)               | cd-release 12 feb 2021/livestrem van 29-10-2020      |
| II   | 2020 | Southern Soul (From Memphis To Muscle Shoals & More)        | cd-release juli 2021/livestream van 21-11-2020       |
| III  | 2020 | Bob's Back Pages: A Night Of Bob Dylan Songs                | cd-release september 2021/livestream van 19-11-2020  |
| IV   | 2020 | Funny How Time Slips Away: A Night Of 60's Country Classics | cd-release 3 september 2021/livestream van 3-12-2020 |
| V    | 2020 | Have Yourself A Rockin' Little Christmas                    | livestream van 17-12-2020                            |
| VI   | 2020 | It's Only Rock And Roll: A Tribute To The Rolling Stones    | livestream van 31-12-2020                            |

## Grammy Awards en nominaties

### Grammy Awards
- 1993: Best Country Song Passionate Kisses (songwriter - uitgevoerd door Mary Chapin Carpenter)
- 1998: Best Contemporary Folk Album Car Wheels On A Gravel Road
- 2001: Best Female Rock Vocal Performance Get Right with God

Minneapolis

### Nominaties
- 1998: Best Female Rock Vocalist
- 2001: Best Contemporary Folk Album Essence
- 2001: Best Female Country Vocal Performance Cold, Cold Heart
- 2001: Best Female Pop Vocal Performance Essence
- 2003: Best Contemporary Folk Album World Without Tears
- 2003: Best Female Rock Vocal Performance Righteously
- 2007: Best Rock Song/ Best Solo Rock Performance Come On

## Overig
In 1986 trouwde Williams met Long Ryders-drummer Greg Sowders, maar het paar scheidde binnen anderhalf jaar.
In september 2009 trouwde ze met Tom Overby, een directeur van de muziekafdeling van Best Buy, tevens haar manager en producer van haar latere platen. De huwelijksceremonie werd door haar vader volbracht op het podium van muziektempel First Avenue in Minneapolis.
Op 17 november 2020 kreeg Williams een beroerte in haar huis in Nashville. Artsen ontdekten een bloedstolsel en na vijf weken werd ze ontslagen. Hoewel ze op dat moment met een stok moest lopen en nog steeds geen gitaar kon spelen, herstelde ze later voldoende voor haar zomertour van 2021 met Jason Isbell.